# Give In to Me
Give In to Me – ballada rockowa Michaela Jacksona wydana w lutym 1993 na singlu promującym album Dangerous. W nagraniu utworu gościnnie partie gitarowe zagrał Slash – gitarzysta Guns N’ Roses. Singel dotarł do 2. miejsca na brytyjskiej liście UK Singles Chart. W Polsce piosenka wspięła się na szczyt Listy Przebojów Trójki. Nigdy nie został wydany w Ameryce, ani w Azji.

## Teledysk
Na teledysku Michael Jackson występuje na scenie z byłymi członkami Guns N’ Roses: Slashem, Gilbym Clarkiem i Teddym Andreadisem podczas koncertu. Jak powiedział Jackson w wywiadzie dla Oprah Winfrey, teledysk został nakręcony w Niemczech w około dwie godziny. Pod koniec klipu wypadek pirotechniczny powoduje iskry latające po całej sali.

## Lista utworów
1. „Give In to Me” (wersja z albumu) – 5:26
2. „Dirty Diana” (wersja z albumu) – 4:52
3. „Beat It” (wersja z albumu) – 4:17

## Twórcy
- Michael Jackson – śpiew, autorstwo, aranżacja, produkcja
- Bill Bottrell – gitara, gitara basowa, perkusja, melotron, autorstwo, aranżacja, produkcja
- Slash – gitara

## Notowania
| Lista (1993)              | Najwyższa pozycja |
| ------------------------- | ----------------- |
| Australian Singles Chart  | 4                 |
| Austrian Singles Chart    | 12                |
| Dutch Singles Chart       | 3                 |
| European Hot 100 Singles  | 3                 |
| French Singles Chart      | 7                 |
| Irish Singles Chart       | 2                 |
| New Zealand Singles Chart | 1                 |
| Norwegian Singles Chart   | 7                 |
| Swedish Singles Chart     | 15                |
| Swiss Singles Chart       | 7                 |
| UK Singles Chart          | 2                 |
| Chart (2009)              | Peak position     |
| Swiss Singles Chart       | 35                |
| UK Singles Chart          | 74                |

## Inne wersje
Piosenka została także nagrana z grupą YoungBloodz.

### Sampling
Amerykański raper Eminem użył sampla z „Give In to Me” w swoim utworze „Under the Influence” z albumu The Marshall Mathers LP.